# Liste der Stolpersteine in Oldenburg in Holstein
Die Liste der Stolpersteine in Oldenburg in Holstein enthält alle Stolpersteine, die im Rahmen des gleichnamigen Kunst-Projekts von Gunter Demnig in der Stadt Oldenburg in Holstein verlegt wurden. Mit ihnen soll an Opfer des Nationalsozialismus erinnert werden, die in der Stadt lebten und wirkten.
Die ersten acht Steine sind am 28. September 2010 von einer Klasse der Fachschule Fachrichtung Sozialpädagogik  Lensahn verlegt worden. Eine andere Klasse derselben Fachschule hat im Rahmen eines weiteren Unterrichts-Projekts die Recherchen des Historikers Dietrich Mau genutzt, um am 24. Juli 2025 vier neue Stolpersteine für weitere Mitglieder der Familie Rosenblum zu verlegen. Die zusätzlich verlegten Gedenksteine sind Felix Rosenblum, Charlotte Spitzkopf, Rolf Rosenblum und Gerhard Rosenblum gewidmet.
| Adresse              | Person                               | Inschrift | Bild                                   | Anmerkungen |
| -------------------- | ------------------------------------ | --- | -------------------------------------- | --- |
| Giddendorfer Weg 1 · | Otto C. F. Güldensupp                | Hier wohnte Otto C. F. Güldensupp Jg. 1882 verhaftet Neuengamme ermordet 2.9.1944                                   | Stolperstein für Otto C. F. Güldensupp | Otto Carl Friedrich Güldensupp war von 1924 bis 1929 Stadtverordneter der SPD. |
| Hoheluftstraße 22 ·  | Ursula Neumann geb. Rosenblum        | Hier wohnte Ursula Neumann geb. Rosenblum Jg. 1922 deportiert 1941 Łodz/Litzmannstadt ???                           |                                        | Die jüdische Familie Rosenblum erbaute 1920 das Haus Hoheluftstraße 22, musste es 1926 aber aus offenbar finanziellen Gründen wieder verkaufen. |
| Hoheluftstraße 22 ·  | Hildegard Rosenblum                  | Hier wohnte Hildegard Rosenblum Jg. 1917 deportiert 1941 Łodz/Litzmannstadt ???                                     |                                        | Die jüdische Familie Rosenblum erbaute 1920 das Haus Hoheluftstraße 22, musste es 1926 aber aus offenbar finanziellen Gründen wieder verkaufen. |
| Hoheluftstraße 22 ·  | Margot Rosenblum                     | Hier wohnte Margot Rosenblum Jg. 1917 deportiert 1941 Minsk ermordet                                                |                                        | Die jüdische Familie Rosenblum erbaute 1920 das Haus Hoheluftstraße 22, musste es 1926 aber aus offenbar finanziellen Gründen wieder verkaufen. |
| Hoheluftstraße 22 ·  | Paul Günther Rosenblum               | Hier wohnte Paul Günther Rosenblum Jg. 1919 deportiert 1941 Minsk ermordet                                          |                                        | Die jüdische Familie Rosenblum erbaute 1920 das Haus Hoheluftstraße 22, musste es 1926 aber aus offenbar finanziellen Gründen wieder verkaufen. |
| Hoheluftstraße 22 ·  | Siegfried Rosenblum                  | Hier wohnte Siegfried Rosenblum Jg. 1886 verhaftet 1938 KZ Fuhlsbüttel Sachsenhausen deportiert 1941 Minsk ermordet |                                        | Die jüdische Familie Rosenblum erbaute 1920 das Haus Hoheluftstraße 22, musste es 1926 aber aus offenbar finanziellen Gründen wieder verkaufen. |
| Hoheluftstraße 22 ·  | Ingeborg Paula Schulz geb. Rosenblum | Hier wohnte Ingeborg Paula Schulz geb. Rosenblum Jg. 1912 deportiert 1941 Minsk ermordet                            |                                        | Die jüdische Familie Rosenblum erbaute 1920 das Haus Hoheluftstraße 22, musste es 1926 aber aus offenbar finanziellen Gründen wieder verkaufen. |
| Hoheluftstraße 22 ·  | Gertrud Taeger geb. Rosenblum        | Hier wohnte Gertrud Taeger geb. Rosenblum Jg. 1916 deportiert 1941 Łodz/Litzmannstadt ???                           |                                        | Die jüdische Familie Rosenblum erbaute 1920 das Haus Hoheluftstraße 22, musste es 1926 aber aus offenbar finanziellen Gründen wieder verkaufen. |
|                      | Felix Rosenblum                      | Hier wohnte Felix Rosenblum Jg. 1924 Kindertransport 1938 England                                                   |                                        | Felix Rosenblum wurde am 21. Oktober 1924 in Oldenburg (Holstein) als zehntes Kind von Siegfried und Minna Rosenblum geboren. Seine Mutter starb wenige Monate nach seiner Geburt an den Folgen der Entbindung. Der Vater, ein jüdischer Produktenhändler, geriet wirtschaftlich in Not und musste das Wohnhaus verkaufen. 1926 zog die Familien nach Hamburg und lebte dort in Armut. 1938 wurde Felix im Alter von 14 Jahren gemeinsam mit seinem Bruder Gerhard mit einem Kindertransport des Jüdischen Hilfsvereins nach England gebracht und im Lager Dovercourt aufgenommen. Diese Rettung bewahrte ihn vor der Shoah, der insgesamt acht Familienmitglieder 1941 durch Deportation und Ermordung in Minsk oder Lodz zum Opfer fielen.                                                                                        |
|                      | Charlotte Spitzkopf geb. Rosenblum   | Hier wohnte Charlotte Spitzkopf geb. Rosenblum Jg. 1915 deportiert 1941 Ghetto Minsk ermordet                       |                                        | Charlotte Spitzkopf (geb. Rosenblum) wurde am 4. Mai 1915 in Oldenburg als Tochter von Siegfried und Minna Rosenblum geboren. Sie wuchs mit ihren Geschwistern in einem Fachwerkhaus in der Schuhstraße auf. Charlotte zog als Erwachsene nach Hamburg, wo sie in der Vereinsstraße 7 im Stadtteil Eimsbüttel lebte und dort später als Spinnereiarbeiterin arbeitete. Am 5. September 1940 heiratete sie Kurt Spitzkopf. Am 8. November 1941 wurde Charlotte, zusammen mit ihrem Mann Kurt und weiteren Familienangehörigen, nach Minsk deportiert. Ein weiterer Stolperstein befindet sich in Hamburg-Eimsbüttel. |
|                      | Rolf Rosenblum                       | Hier wohnte Rolf Rosenblum Jg. 1920 Flucht 1939 Libanon                                                             |                                        | Rolf Rosenblum wurde am 21. August 1920 in Oldenburg in Holstein als eines von neun Kindern des jüdischen Ehepaars Siegfried und Minna Rosenblum geboren. 1926 zog die Familie aus finanziellen Gründen aus ihrem Haus in der Hoheluftstraße 22 nach Hamburg um. Während der NS-Zeit wurde sie verfolgt. Rolf besuchte die Talmud-Tora-Schule und später eine jüdische Gartenschule in Blankenese. Nach der zweiten Verhaftung seines Vaters floh er im März 1939 über Berlin, Polen, die Tschechoslowakei nach Rumänien. Über den Hafen von Konstanza erreichte er Beirut, wo ihn die französische Gendarmerie aufgriff als er nach Palästina weiterreisen wollte. Nach dem Krieg kehrte er nach Hamburg zurück und starb dort 1992. Seine Brüder Gerhard und Felix überlebten durch einen rettenden Kindertransport nach England. |
|                      | Gerhard Rosenblum                    | Hier wohnte Gerhard Rosenblum Jg. 1923 Kindertransport 1938 England                                                 |                                        | Gerhard Rosenblum wurde 1923 in Oldenburg (Holstein) als Sohn von Siegfried und Minna Rosenblum geboren. Nach dem Tod seiner Mutter 1925 zog die Familie 1926 aus finanziellen Gründen nach Hamburg. Gerhard lebte dort als Halbwaise unter schwierigen Bedingungen. Nach der Verhaftung seines Vaters kam er gemeinsam mit Felix in ein jüdisches Waisenhaus. 1938 erreichten die Brüdern Felix und Rolf, mit einem von der jüdische Gemeinde organisierten Kindertransport, England. 1939 wurde Gerhard als enemy alien nach Australien deportiert, kehrte aber 1946 zurück und erhielt 1947 die britische Staatsbürgerschaft. Fast alle anderen Familienmitglieder wurden 1941 deportiert und ermordet. Gerhard überlebte als einer der wenigen und starb 1985 in London.                                                        |